# Юкон
Вижте пояснителната страница за други значения на Юкон.
Ю̀кон (на английски: Yukon River) е река в северната част на Северна Америка.
Дължината ѝ от 3185 km ѝ отрежда 2-ро място в Канада след Маккензи (с Робска река, Пийс и Финли) и 3-то в Северна Америка след Мисисипи (с Мисури) и Маккензи. Дължината ѝ на територията на Канада е 1149 km, като протича през провинция Британска Колумбия и територия Юкон, а останалите 2036 km преминават по територията на щата Аляска в САЩ.
Юкон и е сред най-използваните реки за транспорт по време на Клондайкската златна треска (1898 – 1899). До построяването на Клондайкския главен път през 1950-те години в реката често плавали параходи.

## Географска характеристика

### Извор
Относно извора на реката все още се водят спорове в географските среди. Официално се приема, че за извор на реката се смята ледникът Левелин, „вливащ“ се от югозапад в езерото Атлин (на 668 m н.в.) в провинция Британска Колумбия (59°09′35″ с. ш. 134°00′08″ з. д. / 59.159722° с. ш. 134.002222° з. д.). От Атлин изтича река Атлин, която се влива в езерото Тагиш (657 m н.в.), което от своя страна се влива в езерото Марш (644 m н.в.) от което в крайна сметка изтища същинската река Юкон на 34 km югоизточно от град Уайтхорс.
Според други географи за начало трябва да се приеме река Нисутлин, вливаща се в езерото Теслин, от северния ъгъл на което изтича река Теслин, вливаща се отдясно в Юкон при селището Хуталинкуа, на 61°34′33″ с. ш. 134°53′56″ з. д. / 61.575833° с. ш. 134.898889° з. д..
Според трети източници същинската река Юкон започва при селището Форт Селкирк, на 62°46′33″ с. ш. 137°20′31″ з. д. / 62.775833° с. ш. 137.341944° з. д., където се събират водите на река Пели, идваща от дясно и река Люис (бившето название на лявата река, дадено ѝ от откривателя ѝ Робърт Кампбъл през 1843 г.). Сега река Люис е горното течение на Юкон.

### Водосборен басейн, притоци, устие
Площта на водосборния басейн на реката е 839 200 km2, от които в Канада са 328 800 km2, а в САЩ 515 400 km2. По площ на водосборния си басейн Юкон се нарежда на 4-то място сред канадските реки след Маккензи, Нелсън и Сейнт Лорънс.
До десния си приток река Пели реката тече в дълбока планинска долина, на места с каньони. След това долината се разширява и има равнинен характер и ширината ѝ достига до 30 km. Влива се от юг в залива Нортън на Берингово море чрез обширна делта.
Основни притоци – леви: Такхини, Уайт Ривър, Форти Майл, Чарли, Бърч, Бивър Крийк, Танана, Новитна, Юки, Иноко. десни: Теслин, Салмън, Пели, Стюарт, Клондайк, Кандик, Поркюпайн, Чандалар, Хадуейнзик, Хедзана, Тозитна, Мелозитна, Коюкук, Нулато, Анвик

### Хидроложки показатели
Основно подхранване – снегово. Пълноводие – май-юни, като в долното течение нивото се повишава с 15 – 20 m. Среден многогодишен дебит в устието от 6340 m3/s. Морските приливи от Берингово море навлизат нагоре по течението на реката до 160 km. Плавателна от мой до септември на 3200 km от устието до праговете при град Уайтхорс.

## Селища, пристанища, транспорт
Реката преминава през селищата Уайтхорс, Кармакс и Доусън Сити в територия Юкон и през Съркъл, Форт Юкон, Стивънс, Танана, Руби, Галена, Нулато, Грейлинг, Холи Крос, Руската мисия и Охогамут в Аляска.
Въпреки голямата си дължина, реката се пресича само от четири моста (три в Канада и един в Аляска), пригодени за движение на превозни средства. Това са:
- мостът Люис, северно от езерото Марш на главния път Аляска;
- мостът Робърт Кембъл, който свързва предградието Ривърдейл на Уайтхорс с центъра;
- мостът Юкон в Кармакс на магистралата „Клондайк";
- мостът Е. Л. Патън, северно от Феърбанкс на главния път Долтън.

## Етимология
На езика гуичин (атабаскански език) „юкон" означава „голяма река“. На езика юпик тя е известна под името Квигук.

## Откриване и изследване
През септември 1778 г. великият английски мореплавател Джеймс Кук открива южния бряг на залива Нортън и му прави впечатление мътната вода, която идва от юг. По този начин теоретично доказва, че в залива се влива голяма река.
През 1789 г. известният канадски изследовател и търговец на ценни животински кожи Александър Маккензи по време на плаването си надолу по река Маккензи събира от местните индианци първите сведения за голяма река, течаща на запад от откритата от него планина Маккензи, простираща се покрай левия бряг на река Маккензи. През 1792 – 1793 той прави опит да я открие, но неоткрива нея, а множество други реки и достига до Тихия океан далеч на юг от Юкон.
Около 1792 – 1795 г. руският търговец на ценни животински кожи Василий Иванов открива най-долното течение на реката, заедно с делтата ѝ.
На южния бряг на залива Нортън, на изток от делтата на реката през 1833 г. руснаците основават търговски пункт (фактория) Михайловски редут, който става изходна база за изследване на вътрешността на Аляска. От там през следващите две лета на 1834 и 1835 г. Андрей Кондратиевич Глазунов (креол от смесен брак между руснак и местна индианка) с лодка описва делтата на реката и долното ѝ течение до устието на р. Анвик (62°40′ с. ш. 160°12′ з. д. / 62.666667° с. ш. 160.2° з. д.). През март 1838 г. Глазунов, заедно с друг креол Пьотър Василиевич Малахов се изкачват по реката на още 250 km – до устието на река Нулато (64°42′ с. ш. 158°09′ з. д. / 64.7° с. ш. 158.15° з. д.), а след това се спускат по Юкон до морето, като по този начин описват и грубо картират около 800 km от течението ѝ. През май следващата година Малахов построява първото руско селище Нулато във вътрешността на Аляска – в устието на река Нулато.
Десет години по-късно, през лятото на 1843 г. военноморският лейтенант Лаврентий Алексеевич Загоскин достига до устието на река Танана (най-големия ляв приток на Юкон) и с лодка описва и картира меридионалния участък на Юкон между 65° и 62° с.ш., а през лятото на следващата година – долното течение.
През лятото на 1840 г. служителят на компанията „Хъдсън Бей" Робърт Кемпбъл пресича в западно направление планината Маккензи и открива горното течение на река Пели (десен приток на Юкон), спуска се по нея със сал, но скоро е принуден да се върне поради недостиг на провизии. Три години по-късно Кампбъл отново достига до Пели, построява канута и се спуска по нея до устието ѝ в Юкон. Тук той среща индианци, които никога не са виждали бял човек, но въпреки всичко те го посрещат дружелюбно. По този начин Кампбъл открива горното течение на Юкон, което нарича река Люис, но отново е принуден да върне в базата си. След пет години, през 1848 г. отново достига до сливането на двете реки и построява форт (сега селището Форт Селкирк). Едва през 1851 г. на Кемпбъл се отдава да се спусне надолу по реката до устието на десния ѝ приток река Поркюпайн, изкачва се последната до изворите ѝ и се завръща до река Маккензи. Една година по-рано, през 1850 г. други търговски агенти на компанията се спускат до устието на река Танана, като по този начин към средата на XIX в. е открито почти цялото течение на Юкон.
Окончателното доказване, че откритата от руснаците и англо-канадците реки е една и съща река доказва през 1863 г. руският креол Иван Семьонович Лукин, който се изкачва по Юкон до руско-канадската граница, извършвайки първата топографска снимка. През същата тази година от американска страна геологът Робърт Кеникът, ръководи експедиция за набелязване на трасето на проектирания руско-американски телеграф, съставя по руски и английски материали първата карта на целия басейн на реката от изворите до устието ѝ.